# Средна гора
Средна гора е средновисока планина в централната част на България, успоредно на Старопланинската верига.
Най-високата ѝ точка е връх Голям Богдан (1603,4 м), разположен в средната ѝ най-висока част – Същинска Средна гора. Административно планината попада в 7 области: София (град), Софийска област, Пазарджик, Пловдив, Стара Загора, Сливен и Ямбол.

## Географско положение, граници, делене

### Географско положение, площ
Планината е разположена между Задбалканските котловини на север и Горнотракийската низина на юг. На запад се простира до долината на река Искър, а на изток – до завоя на река Тунджа, северно от град Ямбол.
Дължината ѝ от запад на изток е 285 километра, а най-голямата ѝ ширина е около 50 километра. Площта на планината е 5950 км2, а средната ѝ надморска височина – 608 m.

### Граници

#### Северна граница
Северната граница на планина се проследява от запад на изток по южните периферии на следните осем Задбалкански котловини: На запад започва от долината на река Искър при село Герман и проследява южната и югоизточната граница на Софийската котловина, след това следи южните части на Саранската, Камарската, Златишко-Пирдопската, Карловската и Казанлъшката котловина. После следи Межденишки пролом на река Тунджа и южния склон на Сливенската котловина и завършва на изток до завоя на река Тунджа, северно от град Ямбол с връх Зайчи връх (Таушантепе, 256 м).
Чрез пет напречни планински прага (ридове) – Негушевски рид, Опорски рид, Гълъбец, Козница и Стражата (Кръстец) се свързва с планините Мургаш, Етрополска, Златишко-Тетевенска и Калоферска, дялове на Стара планина.

#### Южна граница
Южната граница на планина започва от Боровецката седловина, продължава на изток по северното подножие на Рила и северната периферия на Костенецко-Долнобанската котловина и по пролома Момина клисура на река Марица достига до град Белово. От там започва границата ѝ с Горнотракийската низина, която се проследява по следната приблизителна линия: град Ветрен и селата Калугерово, Блатница, Красново, Старосел, Черничево и достига до река Стряма при село Песнопой. От там продължава на изток по линията Върбен, Зелениково, Верен, заобикаля от югозапад, юг и югоизток Чирпанските възвишения и продължава на изток през Стара Загора, Кортен и Каменово и завършва при град Ямбол.

### Деление
От проломите на реките Тополница и Стряма (леви притоци на Марица) Средна гора се разделя на три части: на запад между долините на реките Искър и Тополница – Ихтиманска Средна гора, в средата между долините на реките Тополница и Стряма – Същинска Средна гора (най-висока) и на изток между долините на реките Стряма и Тунджа – Сърнена Средна гора.

#### Ихтиманска Средна гора
Ихтиманската (Западна) Средна гора се заключава между долините на реките Искър на запад и Тополница на изток, котловините Софийска, Саранска, Камарска и Златишко-Пирдопската на север, Боровецката седловина и североизточните склонове на Рила. Нейният котловинно-хълмист и планински релеф може да бъде поделен на три района: Вакарелско-Белишки, Шипочанско-Еледжишки и Ихтимански. Северните склонове на планината започват от село Доганово, а южните части на планината от село Богданлия! 
В обсега на Вакарелско-Белишкия район се проследява преобладаващата западно-източна орографска изява на планините Лозенска (1190 м), Вакарелска (1090 м) и Белица (връх Голяма Икуна 1221 м). Тук между планините Лозенска и Вакарелска в горното течение на река Габра (ляв приток на Лесновска река) се очертава малката по обхват Габренска котловина.
Между Самоковската котловина на запад и долината на река Тополница на изток се намира Шипочанско-Еледжишкия район. В него на допира със северното подножие на Рила се открояват разнопосочните гърбища на ридовете Шипочански (1312 м), Шумнатица (1392 м), Септемврийски (1275 м) и Еледжик (1186 м). Южно от тези ридове, на границата с Рила, се намира Костенецко-Долнобанската котловина (520 м).
Между орографските единици на Вакарелско-Белишкия и Шипочанско-Еледжишкия район в горното поречие на река Мътивир (десен приток на Тополница) се очертава Ихтиманската котловина (650 м).

#### Същинска Средна гора
Същинска Средна гора обхваща котловинно-хълмистия и предимно планински релеф между долините на реките Тополница на запад и Стряма на изток. На север достига до южните части на Златишко-Пирдопската и Карловската котловина, а на юг склоновете ѝ постепенно затъват в Горнотракийската низина. На север в по-високата планинска част се проследява Бунайско-Богданския район. Тук над обширните плоски била последователно от запад на изток се открояват доминиращите върхове Братия (1519 м), Буная (1572 м) и Голям Богдан (1603,4 м), най-високата точка на цяла Средна гора. Почти в средата на този район в горното поречие на река Тополница се простира добре обособената Копривщенска котловина (1000 м). Южната котловинно-хълмиста част на Същинска Средна гора е представена от Панагюрско-Стрелчанския район. Тук освен малките Панагюрска и Стрелчанска котловина се включват и средните поречия на реките Луда Яна и Пясъчник.

#### Сърнена Средна гора
Сърнена Средна гора заема планинския и хълмист релеф, който се простира между долините на реките Стряма на запад и Тунджа на изток. На север достига до южните части на Карловската, Казанлъшката, Твърдишката и Сливенската котловина, а на юг склоновете ѝ постепенно затъват в Горнотракийската низина и Ямболското поле. Тук могат да бъдат обособени три дяла: Братански, Кортенски и Чирпански.
Между долината на река Стряма на запад и Змейовския проход (430 м) на изток с долината на река Бедечка се простира планинското гърбище на Братанския район. Над него се откроява най-високият и личен връх на Сърнена гора – Братан (1236 м). На изток от Змейовския проход и долината на река Бедечка до завоя на Тунджа северно от Ямбол се простира постепенно понижаващо се било и стесняващият се обхват на Кортенския хълмист район. Тук най-високата точка е връх Морулей (895 м). Неговият орографски обхват е особено малък на изток от Кортенския проход, където завършва с най-източния връх на планината – Зайчи връх (Таушантепе, 256 м). На юг от Братанския район между долината на Брезовска река и градовете Стара Загора и Чирпан се простира районът на Чирпанските възвишения с максимална височина връх Китката (651 м).

## Геоложки строеж, геоморфоложки особености, полезни изкопаеми
Геоложкото развитие на Средногорието е неразривно свързано с формираната през сенона Средногорска геосинклинала и по-късното ѝ нагъване на прехода към палеоцена при проявата на ларамийската орогенеза. В обсега на геосинклиналата са били отложени сенонски варовици и мергели, които поради проявената активна подводна вулканична дейност образуват един сложен седиментно-вулканогенен комплекс. В него освен сенонски варовици и мергели участват сенонски туфи, туфити и андезити. Нагъването на Средногорската геосинклинала през време на ларамийската орогенеза е било съпроводено с внедряването на интрузивни тела (младите ларамийски плутонити).
Формирането и развитието на геосинклиналата като дълбок и продълговат басейн е свързано с фундамента на по-старите скални формации с допалеозойска и палеозойска възраст (гнайси, слюдени шисти, гранити и диабазфилатоидна формация), в който са участвали и мезозойски (триаски, юрски и долнокредни) седименти. Втората група скални формации в Средногорието е свързана с геосинкленалното му състояние и с неговото нагъване. Това са сенонският седиментно-вулканогенен комплекс и младите ларамийски интрузии (монцонити и диорити). И най-сетне към третата група скални формации следва да бъдат отнесени посттектонските старотерциерни и младотерциерни миоценски и плиоценски седименти. Тези три групи скални формации, вземащи участие в изграждането на Средногорието, имат различен обхват и специфично отражение в облика на неговия релеф.
Като цяло Средна гора е изградена от високостилни северновергентни антиклинални гънки, чиито ядки са представени от младопалеозойски (херцински) гранити и допалеозойски и палеозойски метаморфити (гнайси, слюдени шисти, амфиболошисти, талкошисти и др.). С такива скални формации са изградени Ихтиманската блокантиклинала и Средногорският антиклинорий. В южното бедро на този антиклинорий в обсега на панагюрския и старозагорския тектонски ров се установява наличието на сенонски седименти, представени от варовици и мергели. Оживяването на някои от старите разломи през палеогена и неогена довежда до формирането на дълбоки тектонски ровове, в обсега на които се е извършило отлагането на горноеоценските седименти в Панагюрската котловина, на миоценските в Габренската котловина и на плиоценските в Ихтиманската котловина.
Най-високото денудационно ниво в Средна гора младомиоценското, разположено на височина 1000 – 1500 м, заема гърбището на планинските ридове в Ихтиманска Средна гора и обширните билни нива на Бунайско-Богданския и Братанския район. Тук неговата обширна повърхнина, която има характер на пенеплен е отражение съчетания морфогенетичен ефект и синхронната проява на верижните сводообразни епейрогенни издигания заедно с продължителната планационна дейност през етапа на тектонското затишие.
Староплиоценското денудационно ниво в Средногорието показва значителна разлика в надморската височина, която варира от 800 до 1200 м. То е най-високо (1200 м) и сравнително обширно в Същинска Средна гора. Най-ниското младоплиоценското (левантийско) денудационно ниво има изражение предимно на склоново стъпало, чиято височина варира от 400 до 1000 м. То е най-високо в Същинска Средна гора и сравнително ниско в Кортенския район на Сърнена Средна гора. В тези най-ниски части на Средногорието младоплиоценското денудационно ниво е представено като отделни заравнености.
В течение на кватернера многократните издигания и етапите на относителен тектонски покой заедно с диференцираното екзогенно въздействие на денудацията са спомогнали за по-нататъшното полициклично развитие на наговия релеф и оформянето на съвременната долинна мрежа. Тези отделни етапи в морфогенетичното оформяне на речните долини на реките Искър, Тополница и Стряма се потвърждават от наблюдаваните по техните склонове шест надзаливни тераси
В тясна връзка с геоложкия строеж на планина са и откритите и експлоатирани значителни находища на медна руда (Асарел, Медет, Елшица, Радка и др.).

## Климат и води

### Климат
Нееднаквата надморска височина, значителното разчленяване и различната експозиция на релефа на Средна гора заедно с климатообразуващото въздействие на трансформираните въздушни маси от съседните земи обуславят подчертаната диференциация на климатичните условия. В основния пояс на планината до 1000 м н.в. за северните склонове и до 1500 м за южните преобладава умерено-континенталният климат. В ниския пояс на Сърнена Средна гора и най-вече в обсега на нейните южни склонове се наблюдава проявата на преходно-континенталния климат. В обсега на планинския релеф с над 1000 м н.в. за северните склонове и с над 1500 м за южните се наблюдава в нееднаква степен изразен планински климат. Вседствие на нееднаквата надморска височина на релефа средната януарска температура в най-ниските части се колебае в интервала от 0 до -4 °C, а в обсега на планинския пояс тя има значително по-ниски стойности, които варират от -5 до -8 °C. В рамките на добре затворените в орографско отношение котловини през студеното полугодие се създават условия за температурни инверсии. С тях са свързани абсолютните минимални температури в станциите Панагюрище (-32,4 °C) и Ихтиман (-31,8 °C).
За значителното климатично разнообразие в планината свидетелстват нееднаквото количествено разпределение на средногодишните валежи и различният им режим. В онези части от Средна гора, където се проявяват умерено-континенталните климатични условия, а така също и в обкега на планинския климат, валежите показват добре изразен летен максимум и зимен минимум Средногодишните валежни количества в земите с умерено-континентален климат варират между 600 и 800 мм, а в обсега на планинския пояс – от 800 до 1200 мм. Тук заедно с увеличаване на надморската височина и нарастването на валежните суми значително се увеличава количеството на твърдите валежи, като продължителността на снежната покривка достига 4 – 5 месеца. В районите, където се проявява преходно-континентален климат и е по-осезаемо средиземноморското климатично влияние, валежният режим се отличава с една ясно изразена тенденция за изравняване на сезонните валежни суми. Средногодишните валежи в тези части са сравнително най-малки и се колебаят от 550 до 600 мм.

### Води
В по-голяма част от Средна гора, реките извиращи от нея показват дъждовно-снежен режим, отличаващ се със сравнително ранен пролетен максимум. Той е отражение на по-слабо изразеното снежно задържане и преобладаващото участие на плювиалния елемент във форвирането на речния отток. В източните най-ниски части реките са изключително с предимно дъждовен режим. Повечето от тези речни артерии се отличават с временно проявяващ се отток, а в обсега на обезлесените и деградирани от ерозията водосбори в отделни случаи показват и ясно изразено краткотрайно поройно оттичане.
В най-високите части на планината, поради сравнително малките валежни количества, по-слабото снежно задържане и по-силното изпарение модулът на оттока на реките е около 15 l/s/km2. В ниския планински пояс, главно в източните части на планината малките валежни количества, значителното изпарение, незначителния наклон и водопропускливата акумулативна основа намаляват модула на оттока до 1 l/s/km2.
С изключение на най-западните и северозападните части на Ихтиманска Средна гора, които попадат във водосборния басейн на река Искър, останалите части на планината се отнасят към водосборния басейн на река Марица. От Средна гора извират реките Лесновска и Шипочаница (десни притоци на Искър), левите притоци на Марица – Очушница, Тополница (с притока си Мътивир), Луда Яна (с притока си Стрелчанска Луда Яна), Потока, Пясъчник (с притока си Калаващица), Каварджиклийска и Свеженска (притоци на Стряма), Сребра, Брезовска, Омуровска (с притока си Новоселска река), Текирска, Старата река, Меричлерска, Мартинка и Сазлийка (с притоците си Азмака, Бедечка и Кумруджа) и двата десни притока на Тунджа – Турийска река и Гюрля.
В най-тясната част от пролома на река Тополница между Ихтиманска Средна гора и Същинска Средна гора е изграден големият язовир „Тополница“
Във връзка с геоложкия строеж на планината са и наличието на множеството минерални извори по нейните подножия. По южното ѝ подножие от запад на изток са разположени минералните извори при Долна баня, Пчелин, Костенец, Панагюрска баня, Стрелча, Красново, Старо Железаре, Хисаря, Старозагорски бани и Кортен, а по северното – град Баня (Община Карлово), Павел баня, Ягода, Новозагорска баня и Сливенски минерални бани.

## Почви
Почвената покривка в Средна гора е силно повлияна от естеството на геоложката основа, нееднаквата височина и особеностите на релефа и най-вече от вертикалното зониране и диференциране биоклиматичните условия. В ниския пояс на планината сравнително по-топлият и по-сух климат, широколистната, предимно дъбова растителност и участието на твърде различния почвообразуващ скален субстрат представляват комплекс от благоприятни условия за широкото разпространение на канелените горски почви. В по-високия пояс по-влажният и по-студен климат и влаголюбивата букова горска растителност заедно с твърде различния предимно безкарбонатен литоложки субстрат са предопредили разпространението на светлокафявите горски почви. Върху плоските била на Същинска Средна гора сравнително по-суровите планински климатични условия и добре развитата тревна растителност заедно с водонепропускливия геоложки субстрат благоприятстват за разпространението на планинско-ливадните почви. В плиоценските седименти на котловините и разкриващите се на места в тяхната периферия сенонски туфи и туфити съпровождат разпространението на смолниците.

## Растителност и животински свят
Растителността в Средна гора е повлияна не само от характера и географското разпространение на почвените типове, но и от естеството на климатичните условия, както и от някои особености на релефа и стопанската дейност на човека. Алувиалните почви по долините на реките се съпровождат с влаголюбива тревна и горска растителност (елша, върба, топола), а площите на смолниците и значителна част от земите на канелените горски почви представляват обработваем фонд и тук ареалът на естествената растителност е сведен до минимум. Там където няма обработваеми земеделски земи върху канелените горски почви растителността е представена от дъб, а върху северните склонове на хълмистия и нископланински релеф вирее и габър. В по-високия пояс светлокафявите горски почви се съпровождат с разпростанението на букова горска растителност, а в Същинска Средна гора са запазени хубави букови гори, имащи на места вековна възраст. Върху плоските била на Същинска Средна гора, върху планинско-ливадните почви широко е развита тревната формация, представена от обширни ливади и пасища.
Във фаунистично отношение Средна гора се обитава предимно от средноевропейски животински видове. От едрите бозайници като представители на тревопасните тук са сърната и дивата свиня и изкусвеното разселване на благородния елен. От хищниците сравнително често се среща лисицата и твърде рядко вълкът и мечката. В недалечното минало в Същинска Средна гора се е срещал и рисът. Рептилиите и земноводните в сравнение със Стара планина, показват по-широко разпространение.
На територията на Средна гора е разположен един поддържан резерват – „Богдан“.

## Културни и природни забележителности
В Средна гора, въпреки малката ѝ надморска височина широко са застъпени курортното и туристическото дело. В нея са изградени и функционират следните хижи:
- Артьовица
- Барикадите
- Богдан
- Братан
- Братия
- Бунтовна
- Воден камък
- Йордан Кискинов
- Каваклийка
- Комсомолска (Надежда)
- Кръстю Чолаков
- Морулей
- Оборище
- Орела (Фенера)
- Павел Делирадев
- Сакараджа
- Свежен
- Средногорец
- Чивира

В планината има и няколко исторически, архитектурни и археологически обекта, които привличат хиляди организирани и индивидуални туристи: местността Оборище, където се е провело първото Българско Велико народно събрание, архитектурно-историческите резервати Копривщица и Панагюрище, балнеологичния център Хисаря, и известните в цял свят археологически обекти: Тракийския култов комплекс – хероон (край село Старосел), могилите Голямата косматка (Долината на царете) и Карановската селищна могила, мегалитните светилища в местностите Кулата, Скумсале, Качулата.

## Други
На Средна гора е наречена улица в София (Карта).